# HD 38858
HD 38858，又名BD-04 1244，SAO 132554、HR 2007，是一颗恒星，视星等为5.97，位于銀經209.37，銀緯-15.84，其B1900.0坐标为赤經5h 43m 36.7s，赤緯-4° -15.84′ 20″。